# LaFayette (Alabama)
LaFayette település az USA Alabama államában, Chambers megyében, melynek megyeszékhelye is. Lakosainak száma 2684 fő (2020. április 1.).

## Népesség
A település népességének változása:

| 2010 | 3 003 |
| 2020 | 2 684 |